# 江上正
江上 正 （えがみ ただし、1959年7月17日 - ）は、日本の工学者。専門は機械工学、ロボット工学、制御工学、自動制御II、メカトロニクス、軌道エレベータ(宇宙エレベータ)研究。神奈川大学工学部制御システム研究室教授。宇宙エレベーター協会。

## 経歴
- 1959年7月17日山梨県出身
- 1992年 神奈川大学工学部助教授
- 1997年 神奈川大学工学部教授
- 2004年神奈川大学工学部機械工学科教授[4]

## 研究
- 江上正、土谷武士「他励直流電動機の効率最適化速度制御」，計測自動制御学会論文集，Vol.20，No.5，pp.92-94(1984)n
- 宇宙エレベータの研究、2014年の宇宙エレベーターチャレンジでは、ロープテザーとしては世界最高高度記録となる1.15kmの昇降を実現[1]。

等

## 著作・文献
- 現代制御工学土谷 武士，江上 正共著(産業図書，1991)
- ディジタル予見制御土谷 武士，江上 正共著(産業図書，1992)
- 最新自動控制技術土谷 武士，江上 正共著，廖 福成訳(北京科学技術出版社，1994)
- 計算機制御システム深谷健一，江上　正，土谷 武士共訳，K.J.Astrom，B.Wittenmark著(工学社，1997)
- 電気機器とサーボモータ笹島 春己，江上 正共著(産業図書，1997, 2015年5刷)
- 新版現代制御工学土谷 武士，江上 正共著(産業図書，2000)
- 基礎システム制御工学土谷 武士，江上 正共著(森北出版，2001，2012年5刷)
- 現代制御工学〜基礎から応用へ〜江上 正，土谷 武士 共著(産業図書，2017)